# Trattato Adams-Onís

Mappa che mostra i risultati del trattato Adams-Onís

Il trattato Adams-Onís, detto anche trattato transcontinentale del 1819, risolse una disputa territoriale in Nord America tra gli Stati Uniti e la Spagna.
Il trattato fu il risultato di un incremento delle tensioni tra i due stati riguardo diritti territoriali nel nuovo mondo. Oltre a consegnare la Florida agli Stati Uniti, il trattato stabiliva una disputa di confine lungo il Sabine River in Texas e affermava territorio degli Stati Uniti quello compreso tra le Montagne Rocciose e l'Oceano Pacifico in cambio di una somma per i residenti pari a 5.000.000 di dollari, oltreché ogni rinuncia sul Texas ad occidente del Sabine River e delle altre aree spagnole.
Il trattato confinario rimase in vigore fino al 1848 quando, in seguito alla sconfitta messicana nella guerra messico-statunitense, il nuovo confine venne spostato all'incirca ove corre il confine odierno tra i due paesi (una piccola porzione di territorio, comprendente le città di Tucson ed El Paso venne venduto, il 30 dicembre 1853, agli Stati Uniti da parte del Messico nell'affare noto come acquisto Gadsden).

## I termini del trattato
Il trattato Adams-Onís, altrimenti noto come trattato Transcontinentale o come il trattato della Florida, fu un trattato siglato tra Stati Uniti e Spagna il 22 febbraio 1819 a Washington per regolare le controversie territoriali sorte dopo che, nel 1803, gli Stati Uniti acquisirono il Territorio della Louisiana dalla Francia di Napoleone. Le trattative che portarono alla firma del trattato erano iniziate già dall'anno precedente, nel 1818. In base agli accordi, firmati dal segretario di Stato statunitense John Quincy Adams e dal ministro degli esteri spagnolo Luis de Onís la situazione  territoriale doveva considerarsi definitiva tra possedimenti spagnoli nell'America centro-settentrionale e gli Stati Uniti e prevedeva che:
- La Florida venisse ceduta a titolo gratuito da parte della Spagna agli Stati Uniti; la parte orientale (East Florida) venisse a costituire il territorio del futuro Stato federale nei confini che tuttora persistono; la porzione occidentale (West Florida) venisse a costituire la porzione costiera dello Stato dell'Alabama e del Mississippi. Con ciò era da ritenersi conclusa la disputa territoriale inerente alla costa sul golfo del Messico, a più riprese sollevata dagli Stati Uniti.
- Gli Stati Uniti non avanzassero ulteriori rivendicazioni territoriali nei confronti dei domini spagnoli d'oltremare.
- Gli Stati Uniti terminassero ogni fase di ulteriore espansione territoriale verso i possedimenti spagnoli.
- Gli spagnoli rinunciassero alle pretese di avere il fiume Calcasieu (in spagnolo "Arroyo Hondo", oggi interamente compreso nel territorio dello Stato della Louisiana) come confine del territorio del Texas. In compenso, gli Stati Uniti accettavano di porre il confine al fiume Sabine, rinunciando, a loro volta, alle pretese di porre sulle rive del fiume Neches (ancor oggi compreso per intero nel territorio texano) il confine della Louisiana.
- Il Texas, nonostante l'elevato tasso d'immigrazione di cittadini statunitensi, rimanesse spagnolo e non dovesse esser oggetto di trattative ulteriori, neppure economiche (eventuale acquisto da parte degli Stati Uniti). I suoi confini erano stabiliti dal Sabine River a Sud – Est e dalla linea di Adams – Onis a Nord. Proprio l'elevata concentrazione di cittadini anglofoni, unita al tentativo del generale Antonio López de Santa Anna (1794 - 1876), presidente della repubblica messicana (dal 1824 "Confederazione degli Stati Uniti del Messico") di accentrare i poteri degli stati federali della confederazione, nel 1836 costituirà la causa deflagrante della lotta per l'indipendenza texana, che porterà prima all'instaurazione della Repubblica del Texas, indipendente dal 1836 al 1845, in seguito alla sconfitta messicana nella battaglia del Fiume San Jacinto, e poi all'ingresso del Texas negli Stati Uniti, con la conseguente guerra messico-statunitense (1846-1848), al termine della quale, con la sconfitta messicana ed il successivo trattato di Guadalupe Hidalgo (1848), il Messico si vide privato del 48% del proprio territorio nazionale, con la cessione degli attuali stati dello Utah, della California, del Nevada, dell'Arizona, del Nuovo Messico, e del Colorado, nonché parti degli attuali Kansas, Oklahoma, Nebraska e Wyoming.
- La Spagna cedesse la parte di costa in suo possesso tra la foce del Sabine River e la città portuale di New Orleans, oggigiorno costituente il litorale dello Stato della Louisiana, in modo da definire esattamente il confine precedentemente vago del Territorio della Louisiana.
- Il confine settentrionale corresse lungo il 42º parallelo e la Spagna rinunciasse ad ogni pretesa sul Territorio dell'Oregon, già oggetto di contesa tra Stati Uniti e Gran Bretagna (verrà risolta nel 1846 con il trattato dell'Oregon). La Spagna, in base al trattato di Tordesillas del 1494, che divideva il Nuovo Mondo in due sfere d'influenza, la portoghese ad est e la spagnola ad Ovest del 46º meridiano, rivendicava tutta la costa occidentale delle Americhe e tutti i territori compresi tra il 46º meridiano e l'oceano. Inoltre, Vasco Núñez de Balboa nel 1513 aveva preso possesso in nome della Spagna di ampi territori tra la Cordigliera delle Ande ed il Pacifico e sulle coste occidentali degli attuali Stati Uniti. Attorno al 1780, per riaffermare i propri diritti, la Spagna entrò in attrito con la Russia che allora occupava l'Alaska ("Atto di sovranità") e la Gran Bretagna che aveva occupato il Canada (Prima e Seconda Convenzione di Nootka, nella Columbia Britannica odierna, rispettivamente del 1790 e del 1793), dove la Gran Bretagna riconosceva alla Spagna la possibilità di installare presidi militari e commerciali nella coste canadesi sul Pacifico. In séguito al trattato di Adams - Onis, tutte le rivendicazioni già spagnole al di sopra del 42º parallelo furono rilevate dagli Stati Uniti, specialmente quelle concernenti il Territorio dell'Oregon.
- Gli Stati Uniti cessassero ogni azione di pirateria navale contro la Spagna.
- Gli Stati Uniti si facessero carico delle rivendicazioni economiche dei cittadini anglofoni della West Florida contro la Spagna per un massimale pari a 5 milioni di dollari del tempo (circa 235 milioni di dollari del 2009).
- Le merci spagnole godessero di esenzioni doganali nei porti della Florida.
- Rimanesse in vigore il trattato di Pinckney, siglato dalle parti nel 1795.
- La Linea di Adams-Onis divenisse il confine definitivo tra le due parti: dal golfo del Messico, risalendo il Sabine River, fino ad incrociare il 32º parallelo. Di qui, lungo il Red River fino ad incrociare il 100º meridiano. All'incrocio di questo col fiume Arkansas, per proseguire lungo il 42º parallelo fino all'Oceano Pacifico.
- La Spagna ratificasse il trattato con cui la Francia aveva ceduto la Louisiana agli Stati Uniti (la Louisiana era stata ceduta dalla Spagna stessa alla Francia, nel 1800, col trattato di San Ildefonso, ma i confini dell'area ceduta non erano precisi, soprattutto nella zona occupata dagli attuali stati dell'Idaho, del Montana, del Missouri, cosicché la Spagna non aveva riconosciuto la cessione del territorio dalla Francia agli Stati Uniti). L'area dichiarata sotto la sovranità statunitense era quella non considerata fino a quel momento dalla Spagna (il territorio compreso tra New Orleans, Saint Louis, la foce del Sabine River e la riva occidentale del Mississippi), bensì quella che gli Stati Uniti consideravano acquisita dalla Francia, compresa tra la città di Regina (attuale Canada al confine col Montana, le propaggini orientali delle Montagne Rocciose, il corso del Rio Grande ed il confine dei territori del Kentucky e del Tennessee). Per la Spagna, l'accettazione di questi confini implicava la perdita della quasi totalità della sua colonia di Coahuila y Tejas.

## La provvisorietà del confine
Gli Stati Uniti, fin dalla loro indipendenza, nel 1783, avevano cercato di espandersi verso il Pacifico e verso i Caraibi. La Florida fu il loro primo obiettivo, ma, in prospettiva, tutto il territorio della California era incluso nei loro obiettivi. La Spagna, per trent'anni, rifiutò ogni accordo economico per l'acquisto della Florida e delle isole di Quivasso (attuali Key West). Ma il dissesto economico patito con la guerriglia in séguito all'occupazione napoleonica (1808 – 1813) e la ricerca di un confine stabile per il Messico fecero considerare alla corte spagnola l'opportunità d'un accordo. Inoltre, la guerriglia incessante patita in Florida, tra le paludi, a causa degli indiani Seminole era fonte di ulteriori esborsi economici, oltreché di attriti con gli Stati Uniti. Infatti, i Seminole, a più riprese, invasero lo Stato americano di confine della Georgia, il che provocò la risposta del generale (a futuro presidente statunitense) Andrew Jackson che – per rappresaglia – invase nel 1818 la Florida spagnola.
La fiacca risposta spagnola all'invasione da parte del potente vicino non offrì il casus belli cercato segretamente da Jackson, anche perché la Gran Bretagna rifiutò di aiutare la Spagna a ricacciare gli statunitensi in quella che passò alla storia come la Prima Guerra contro i Seminole durata dal 1814 al 1818, (le Guerre Seminole furono complessivamente tre di numero e durarono fino al 1858 quando l'esercito statunitense, con metodi molto brutali annientò questa tribù e ne deportò i superstiti in Oklahoma, lungo quello che divenne noto come "Il sentiero delle lacrime". La Spagna era in forte difficoltà a mantenere il proprio impero coloniale in rivolta. Inoltre, molti cittadini anglofoni si erano stabiliti dalla Georgia e dalla Virginia in Florida, ove avevano impiantato il sistema di produzione tipico dell'economia schiavista (che venne legalizzato anche in Florida coll'adesione al trattato del Missouri del 1821).
Come accadrà per la rivolta texana del 1836, anche nel caso della Florida del 1818 i cittadini anglofoni creavano tensioni con le autorità spagnole in quanto non accettavano l'abolizione della schiavitù decretata dal governo di Madrid, invocando all'unisono l'annessione del territorio spagnolo agli Stati Uniti. A ciò s'aggiungevano i Seminole che accoglievano gli schiavi fuggiti dalle piantagioni di Florida e Georgia, dando loro ospitalità. Ospitalità era garantita anche ai fuorilegge degli stati americani limitrofi. Durante la spedizione punitiva organizzata da Jackson, venne devastata una larga fetta di territorio della Florida e vennero catturati molti forti spagnoli in totale spregio delle convenzioni internazionali, dal momento che la Spagna non aveva dichiarato l'apertura delle ostilità. Molti ministri del presidente James Monroe invocarono il deferimento di Jackson alla corte marziale, Adams intravide nell'opera del generale un modo per trattare con la Spagna da un versante di forza.
La stessa Spagna all'inizio non ratificò ufficialmente il trattato invocando il fatto che il filibustiere James Long, nel biennio 1819 - 1820 continuasse indisturbato la sua attività predatoria nel Texas. La corte di Re Ferdinando VII di Spagna (1784 - 1833) lo ratificò soltanto due anni dopo, il 22 febbraio 1821, quando oramai il Messico era perduto ed i moti rivoluzionari spagnoli del 1820 avevano reso la monarchia spagnola costituzionale. La situazione era molto fluida e questo permise agli Stati Uniti ulteriori margini di manovra, questa volta verso il Texas, anch'esso - al pari della Florida - ospitante una cospicua colonia di residenti anglofoni. Scontenti furono anche i residenti anglofoni della Florida che non si videro riconoscere dagli Stati Uniti il pagamento di tutti i reclami che avevano intentato alla Spagna: di un totale di 5.454.545,13 dollari, ne furono saldati solo 5 milioni, l'intera somma negoziata tra le due nazioni.
Per gli Stati Uniti, il trattato in questione rappresentò un enorme vantaggio:
- In cambio dei porti della Florida, al Messico venivano ceduti territori desertici e praterie siti all'interno del continente, abitati da tribù indiane e semi-inesplorati.
- Inoltre, veniva riconosciuto il suo possesso del Territorio della Louisiana acquistato dalla Francia nel 1803 e ne fissava i confini in modo preciso, sebbene la porzione di confine settentrionale del Texas rimanesse non accuratamente identificabile fino al 1909, quando venne creato lo Stato dell'Oklahoma.
- Infine, eliminava la Spagna (e, a partire dal 1821, anche il Messico) tra i contendenti al Territorio dell'Oregon, che - come Adams aveva previsto - sarebbe stato fondamentale per avviare i commerci con gli Stati dell'Asia orientale.

Anche il Messico si ritenne accontentato perché:
- Allontanava le mire espansionistiche degli Stati Uniti sul Territorio del Texas.
- Trasferiva agli Stati Uniti l'onere di rifondere i debiti spagnoli pregressi.
- Veniva creata un'ampia area di territorio pullulante di bellicose tribù di pellirosse che fungesse da cuscinetto contro le mire espansionistiche statunitensi verso i porti californiani sull'Oceano Pacifico.

Tra il 1821 ed il 1824 gli Stati Uniti crearono una commissione al fine di indennizzare tutti coloro che avevano reclami in corso con la Spagna e con il Messico, in modo che l'intera pratica fosse chiusa, al massimo, entro il 1830. Molti legali che, prima del 1821 rappresentavano le istanze delle persone che avevano aperto il contenzioso, vennero ascoltati dalla commissione governativa, tra questi anche Daniel Webster e William Wirt. Vennero esaminati 1.859 reclami sporti e 720 ricorsi contro spoliazioni subìte. Vennero indennizzate persone in modo più che corretto, tramite un esborso di 5 milioni di dollari del tempo. Il che permise, però, di ridurre le spese stanziate per il Ministero della Difesa, respingendo anche le proposte di ammodernamento degli armamenti e l'arruolamento di nuove truppe proposto dal segretario alla guerra John Caldwell Calhoun.
Il trattato venne onorato da ambo le parti fino alla sua sostituzione, nel 1848 con quelli che tuttora delineano i confini tra i due stati, e che costarono al Messico la perdita di ben 1,36 milioni di km².
Durante il corso della prima guerra mondiale, la Germania, al fine di bloccare le spedizioni di viveri e di materiali bellici alla Gran Bretagna da parte degli Stati Uniti, avviò negoziati segreti col Messico per farlo scendere in guerra al proprio fianco. La proposta prevedeva che, in caso di vittoria, il Messico avrebbe recuperato per intero tutto il territorio ceduto agli Stati Uniti tra il 1836 ed il 1848 - in pratica il confine secondo la linea Adams-Onís - con un'eventuale opzione sui territori statunitensi di Wyoming, Montana, Idaho, Oregon e Washington. La decrittazione del messaggio cifrato, inviato dalla sede di Berlino alla propria sede diplomatica a Città del Messico, da parte del controspionaggio britannico, il cosiddetto "Telegramma Zimmermann", fu l'evento decisivo che spinse, nel 1917 gli Stati Uniti a dichiarare guerra agli Imperi Centrali, a fianco della Triplice intesa.

## Il confine quale causa della guerra del 1846 - 1848
Il trattato, siglato dagli Stati Uniti nel 1821 e dalla Spagna (cui subentrò il Messico al termine della guerra d'indipendenza messicana, dopo che la sua indipendenza fu riconosciuta dalla Spagna il 24 agosto 1821, in seguito al trattato di Cordoba), rimandò lo scontro diretto tra le due nazioni per ben 77 anni, fino al 1898, data dello scoppio della guerra ispano-americana. Gli Stati Uniti - però - avevano già intravisto, tra il 1825 ed il 1832 la possibilità di impossessarsi dei porti messicani sul Pacifico, porti attualmente siti nello Stato della California (annessa nel 1852 agli Stati Uniti). Nel contempo, per venir incontro ai reclami degli allevatori d'origine anglosassone stanziati in Texas, il governo statunitense tentò in diverse occasioni di acquistare il territorio, ottenendo sempre un diniego da parte messicana. Nel 1831 il Messico ratificò il trattato Adams-Onís, ma subito sorse una disputa concernente il confine tra Texas e Louisiana.
Gli Stati Uniti, infatti, contestarono che - sulle mappe originali - i corsi del fiume Sabine e del fiume Neches non erano stati ben riportati, incrementando, quindi, il territorio in favore del Messico. Questo errore di posizionamento avrebbe avuto, nel giro di trent'anni gravissime conseguenze. Quando il governo messicano dichiarò l'abolizione della schiavitù sull'intero territorio nazionale, il territorio del Texas votò il 2 ottobre 1835 per la secessione e l'indipendenza (l'85% della popolazione era d'origine anglosassone). Gli Stati Uniti non intervennero ufficialmente sebbene aiutassero i ribelli texani contrabbandando armi e munizioni. Quando nel 1836 i texani sconfissero i messicani nella bettaglia sulle rive del Fiume San Jacinto, catturando il generale-presidente Santa Ana in persona, dichiararono la nascita della Repubblica del Texas, i cui confini non erano però stati tracciati in modo preciso, in quanto continuava a sussistere l'errore cartografico summenzionato.
Nel 1845 la Repubblica del Texas si sciolse ed il governo texano votò a favore dell'ingresso dello Stato negli Stati Uniti. Il governo messicano protestò ufficialmente, considerandolo un atto ostile. Gli Stati uniti stessi tentennarono a lungo prima di accettare l'ingresso del Texas. Come se non bastasse, anche i rimanenti confini della defunta Repubblica Texana erano maldefiniti. Infatti, il trattato Adams –Onís definiva che il confine lungo il fiume Red River dovesse giungere fino all'incontro tra il corso del fiume medesimo ed il 100º meridiano, come annotato nella mappa pubblicata nel 1818 da John Melish. Ma la mappa scelta come base della delimitazione del confine era grossolana ed imprecisa, in quanto essa riportava il punto d'incontro del 100º meridiano col fiume Red River oltre 90 miglia ad oriente di quanto non fosse nella realtà. E il fiume Red River si biforca 50 miglia ad oriente del 100º meridiano.
Nel 1835 la neonata Repubblica del Texas reclamò la porzione di territorio a meridione della biforcazione, mentre gli Stati Uniti reclamarono la porzione a settentrione. Il Messico semplicemente non riconosceva il territorio se non come proprio. Questo territorio, oggi noto col nome di “Prairie Dog Town Fork Red River”, nel 1860 divenne una porzione di Texas col nome di “Greer County” e solo nel 1896 in merito all'attribuzione si pronunciò la Corte Suprema degli Stati Uniti, assegnandola all'Oklahoma. A causa di questi errori cartografici, gli Stati Uniti, ritennero di essersi annessi la repubblica texana avente una superficie molto maggiore di quanto non fosse nota al Messico. ed appena l'esercito statunitense varcò i confini non riconosciuti dai messicani, scoppiò la guerra nel 1846, con i primi scontri a maggio (Battaglia di Palo Alto, 8 maggio 1846 e Battaglia di Resacca de la Palma, il giorno seguente, 9 maggio 1846).